# Rhabdatomis dognini
Rhabdatomis dognini är en fjärilsart som beskrevs av William D. Field 1964. Rhabdatomis dognini ingår i släktet Rhabdatomis och familjen björnspinnare. Inga underarter finns listade.